# Предраг Палавестра
Предраг Палавестра (на сръбски: Предраг Палавестра) е сръбски литературен историк и теоретик, редовен член на Сръбската академия на науките и изкуствата и на Академията за наука и изкуство на Босна и Херцеговина.

## Биография
Роден е на 14 юни 1930 г. в Сараево, тогава град в Кралство Югославия. Завършва Белградския университет, където защитава и дисертация (1964). Като литературен критик пише за вестник „Политика“, бил е редактор на вестник „Книжевне новине“ и на списание „Савременик“. Директор е на Института за литература и изкуство в Белград. Два пъти е избиран за председател на ПЕН центъра на Сърбия.
Избран е за дописен член на Сръбската академия на науките и изкуствата на 7 май 1981 г. За редовен член е избран на 15 декември 1988 г. Избран е и за секретар на Секцията за език и литература на САНУ: на 26 април 1994 г., а след това преизбиран на 28 май 1998 г. и на 23 април 2002 г.
Член е на Академията за наука и изкуство на Босна и Херцеговина от 1990 г.
Член е на Съюза на писателите на Югославия от 1954 г.
Неговата книга „Следвоенната сръбска литература 1945–1970“ е мълчаливо забранена и част от тиража изгорена.
Член на Международния издателски съвет на българското филологическо списание „Език и литература“.
Умира в Белград на 19 август 2014 г. на 84-годишна възраст.

## Награди
- Носител е на наградата „6 април“ на град Сараево (1966)
- Носител е на наградата „Милан Богданович“ (1969)
- Носител е на наградата за критика и есеистика „Джордже Йованович“ в Белград (1980)

### Съставителство и редакция
- Књига српске фантастике XII–XX века, Српска књижевна задруга (1989, два тома)
- Српски симболизам, Српска академија наука и уметности (1983)
- Српска фантастика, САНУ (1987)
- Традиција и модерно друштво, САНУ (1987)
- Одговорност науке и интелигенције, САНУ (1990)
- Српска књижевност у емиграцији, САНУ (1991)
- О Јовану Дучићу – поводом педесетогодишњице смрти, САНУ (1996)